# Zythos aphrodite
Zythos aphrodite là một loài bướm đêm trong họ Geometridae.